# رومان سالازار
رومان سالازار (بالإسبانية: Roman Salazar) هو فنان قتال مختلط مكسيكي، ولد في 21 فبراير 1988.

## وصلات خارجية
- رومان سالازار على موقع يو إف سي (الإنجليزية)
- رومان سالازار على موقع بيلاتور (الإنجليزية)
- رومان سالازار على موقع شيردوغ (الإنجليزية)
- رومان سالازار على موقع IMDb (الإنجليزية)